# Ragnvald Martinsen
Ragnvald Martinsen (* 15. August 1906 in Grorud; † 15. Dezember 1987 Oslo) war ein norwegischer Radrennfahrer und nationaler Meister im Radsport.

## Sportliche Laufbahn
Martinsen war im Straßenradsport aktiv. Er war Teilnehmer der Olympischen Sommerspiele 1928 in Amsterdam. Im olympische Straßenrennen kam er nicht ins Ziel. In der Mannschaftswertung wurde Norwegen mit Ragnvald Martinsen, Gustav Kristiansen, Karl Hansen und Reidar Raaen nicht platziert, da nur zwei Fahrer das Rennen beendeten.
1927 siegte er in der nationalen Meisterschaft im Einzelzeitfahren. 1928, 1929, 1930, 1934 und 1936 gewann er diesen Titel erneut. Die Meisterschaft über 100 Kilometer gewann er 1928, 1931 bis 1935. 1926 wurde er Dritter. Bei den Straßenradsport-Weltmeisterschaften 1931 kam er im Rennen der Amateure auf den 17. Rang. Den Kongepokal (Königspokal), der für die beste sportliche Leistung bei norwegischen Meisterschaften vergeben wird, erhielt er 1926 sowie von 1931 bis 1935.